# Abstinencia atenuada
La abstinencia atenuada (denominado también como  grosura del sábado) fue una costumbre adoptada en los territorios de Castilla la Vieja (España) durante los siglos XVI al XVIII. Esta costumbre se realizaba todos los sábados del año, tras el ayuno del viernes, y se imponía la costumbre de abstenerse de ingerir carnes magras de todo tipo, siendo habitual comer menudillos y despojos (es decir lo que se denominaba:  grosura). Culinariamente hablando la denominada grosura era: la cabeza, pies y manos y la asadura de los animales. A estas preparaciones a base de casquería y despojos de animales diversos se le denominaba carne de sábado. Esta costumbre castellana de comer asaduras los sábados aparece reflejada en diversas obras literarias como es el Lazarillo de Tormes (se menciona comer cabezas de ternero los sábados) en La vida del Buscón de Francisco de Quevedo, en el Don Quijote de la Mancha de Cervantes (donde se menciona comer duelos y quebrantos).